# Parallelia vavauensis
Parallelia vavauensis là một loài bướm đêm trong họ Erebidae.